# Pionerskiy Dome
Der Pionerskiy Dome (russisch Купол Пионерский Kupol Pionerski, deutsch ‚Pionierkuppel‘) ist ein eisbedeckter Berg im ostantarktischen Prinzessin-Elisabeth-Land. Er ragt 115 km südsüdwestlich der Grove Mountains auf.
Sowjetische Wissenschaftler entdeckten und benannten ihn 1958. Das Antarctic Names Committee of Australia übertrug diese Benennung 1971 in einer Teilübersetzung ins Englische.